# Geógrafo

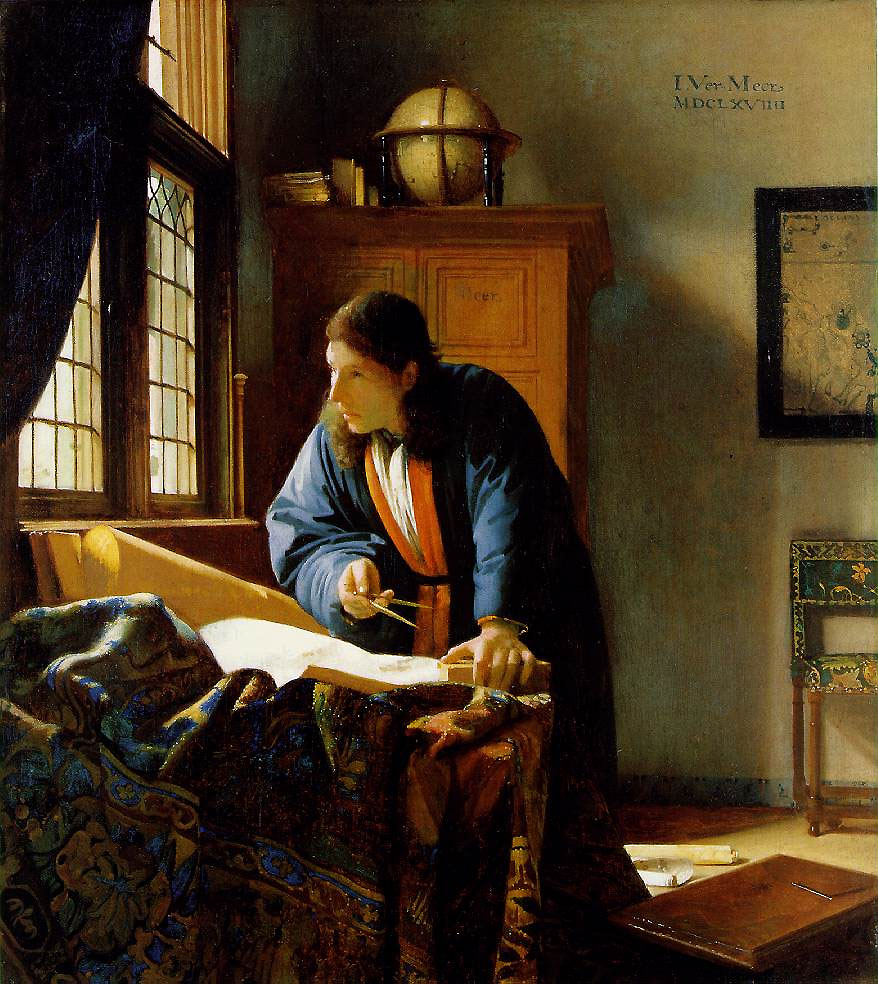
O Geógrafo, por Johannes Vermeer

Geógrafo é o profissional da geografia e estuda a interação entre os diversos sistemas espaciais. Sistemas que podem ser sociais, econômicos, políticos, geológicos, biogeográficos, etc.
Os geógrafos são historicamente conhecidos como profissionais ou cientistas que elaboram mapas, que mais especificamente é a área de estudo chamada de cartografia, um dos temas da geografia, assim como a climatologia e a geomorfologia. Os estudos de um geógrafo não são apenas os detalhes físicos do ambiente, mas também seus impactos sobre as pessoas e sobre a natureza, percorrendo a ecologia, o tempo e os climas padrões de cada localização, sem contar a economia e também a cultura.  Esses estudos são, muitas vezes, especialmente centrados nas relações entre estes elementos.
Os geógrafos identificam, analisam e interpretam a distribuição e disposição das formas e de outras características da superfície terrestre. Os mais modernos geógrafos estão, frequentemente, envolvidos na resolução de problemas ambientais (aquecimento global, por exemplo). Eles também vêm sendo os principais profissionais em sistemas de informação geográfica e cartográfica. O mercado de trabalho está em crescimento para os geógrafos, em função da crescente preocupação da sociedade com o meio ambiente. As transformações ambientais despertaram a sociedade para a necessidade de planejamento de sua atuação sobre o meio em que vive. Deslizamentos de terra, enchentes, esgotamentos de recursos, poluição das águas e do ar são preocupações da sociedade atual. O geógrafo é um dos profissionais que trabalha para solucionar essas questões e planejar a melhor ocupação do espaço pelo homem. Os geógrafos trabalham em agências públicas e privadas (que lidam com impactos ambientais), planejamento e gestão ambiental e territorial.

## Área de estudos
- Geografia física - incluindo cartografia, geomorfologia, hidrologia, glaciologia, biogeografia, climatologia, pedologia, oceanografia e geologia.
- Geografia humana - incluindo geografia urbana, geografia cultural, geografia política e geografia econômica.
- Apesar de existirem numerosas áreas de estudo dentro da geografia, a importância específica é focada sobre a relação homem/natureza. Como exemplo, pode-se ver a atuação de muitos geógrafos em estudos de impacto ambiental em que, não só os aspectos físicos e bióticos são estudados, mas também os aspectos humanos.
- A National Geographic Society identifica cinco grandes temas-chaves para geógrafos:
  - locação/localidade
  - lugar
  - envolvimento e interação humana com este local
  - movimento/desenvolvimento, em geral, deste local
  - regiões[2]

## Funções
A profissão de geógrafo exige, em geral, uma formação ampla e crítica, dado o fato de lidar com uma grande variedade de temas, que vão da sociedade à natureza. Dentro dessa perspectiva, ele pode exercer uma série de funções, cujas principais são:
- dedicar-se ao planejamento territorial, ambiental e regional, estudando áreas urbanas e rurais, o que envolve análises econômicas e políticas de questões habitacionais, de dinâmica das classes sociais, da produção do espaço, bem como de preservação do patrimônio histórico;
- contribuir para a área de cartografia, produzindo mapas temáticos e manipulando informações através de técnicas de geoprocessamento;
- assessorar os órgãos públicos no traçado de limites de estados, municípios e regiões administrativas. Lida com a fotogrametria e o sensoriamento remoto, lendo e interpretando imagens produzidas por radares, aeronaves e satélites orbitais;
- elaborar relatórios de impactos ambientais de obras de engenharia civil;
- orientar projetos de empreendimentos turísticos e, sobretudo, projetos de desenvolvimento local, regional, nacional e mundial.